# USS Evans (DD-552)
USS Evans (DD-552) là một tàu khu trục lớp Fletcher được Hải quân Hoa Kỳ chế tạo trong Chiến tranh Thế giới thứ hai. Nó là chiếc tàu chiến thứ hai của Hải quân Mỹ được đặt theo tên Chuẩn đô đốc Robley D. Evans (1846–1912) người tham gia cuộc Nội chiến Hoa Kỳ và Chiến tranh Tây Ban Nha-Hoa Kỳ. Nó hoạt động cho đến hết Thế Chiến II, xuất biên chế năm 1945 và bị bán để tháo dỡ năm 1947. Nó được tặng thưởng danh hiệu Đơn vị Tuyên dương Tổng thống cùng năm Ngôi sao Chiến trận do thành tích phục vụ trong Thế Chiến II.

## Thiết kế và chế tạo
Evans được đặt lườn tại xưởng tàu của hãng Gulf Shipbuilding Corporation ở Chickasaw, Alabama vào ngày 21 tháng 7 năm 1941. Nó được hạ thủy vào ngày 4 tháng 10 năm 1942; được đỡ đầu bởi bà C. E. Isherwood; và nhập biên chế vào ngày 11 tháng 12 năm 1943 dưới quyền chỉ huy của Hạm trưởng, Trung tá Hải quân F. C. Camp.

## Lịch sử hoạt động
Khởi hành từ vùng bờ Đông Hoa Kỳ và đi ngang Trân Châu Cảng, Evans đi đến Majuro vào ngày 29 tháng 3 năm 1944. Sau khi hộ tống chiếc tàu chở dầu Cimarron đi đến một điểm hẹn tiếp nhiên liệu giữa đại dương, nó tiến hành các cuộc tuần tra chống tàu ngầm độc lập chung quanh các đảo san hô còn do phía Nhật Bản kiểm soát tại quần đảo Marshall cho đến ngày 13 tháng 5. Sau khi huấn luyện tại khu vực quần đảo Hawaii, nó rời Trân Châu Cảng vào ngày 3 tháng 6 hộ tống một đội đội tiếp nhiên liệu và phi cơ thay thế, nhằm hỗ trợ cho cả lực lượng đặc nhiệm tàu sân bay nhanh và lực lượng tàu sân bay hộ tống trong chiến dịch chiếm đóng Saipan bắt đầu vào ngày 15 tháng 6. Nó tiếp tục hộ tống cho đội tiếp liệu này trong suốt mùa Hè cho đến khi Chiến dịch quần đảo Mariana kết thúc thắng lợi, thỉnh thoảng quay trở về Eniwetok để nghỉ ngơi và tiếp tế.
Vào ngày 26 tháng 8, Evans khởi hành từ Eniwetok để hộ tống cho một đội tiếp nhiên liệu và vận chuyển máy bay bổ sung, phục vụ cho việc tấn công và chiếm đóng quần đảo Palau, đi đến Ulithi vào ngày 30 tháng 10, và làm nhiệm vụ tuần tra và hộ tống tại đây cho đến ngày 11 tháng 1 năm 1945. Sau khi hoàn tất một nhiệm vụ đặc biệt săn tìm tàu ngầm gần Yap và bắn phá hòn đảo này, từ ngày 11 đến ngày 13 tháng 1, nó đi đến Saipan, nơi nó hộ tống các tàu vận chuyển tham gia cuộc đổ bộ lên Iwo Jima vào ngày 19 tháng 2. Chiếc tàu khu trục làm nhiệm vụ bắn phá bờ biển và bắn hỏa lực hỗ trợ binh lính trên bờ, cũng như bắn quấy phá các vị trí của quân Nhật, rồi bảo vệ cho các tàu sân bay hộ tống cho đến ngày 8 tháng 3, khi nó lên đường đi Ulithi. 

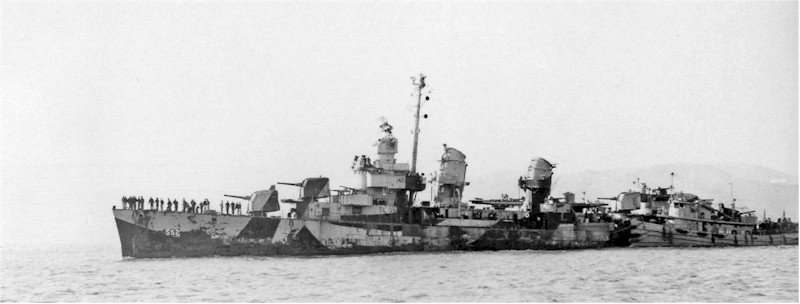
Evans nhìn bên mạn cho thấy những hư hại trong chiến đấu, sau khi đi đến Xưởng hải quân Mare Island vào ngày 28 tháng 7 năm 1945.

Evans rời Ulithi vào ngày 21 tháng 3, bảo vệ cho các tàu sân bay hộ tống tiến hành không kích chuẩn bị xuống Okinawa, phục vụ cùng đơn vị này cho đến ngày 1 tháng 4, suốt trong cuộc đổ bộ, và cho đến ngày 2 tháng 5, khi nó đi đến Kerama Retto. Tám ngày sau, nó lên đường cùng tàu khu trục Hugh W. Hadley để làm nhiệm vụ cột mốc radar về phía Tây Bắc Okinawa.
Trong đêm làm nhiệm vụ canh phòng đầu tiên, 10-11 tháng 5, máy bay đối phương xuất hiện dày đặc, hàng trăm lượt tấn công nhắm vào hai chiếc tàu khu trục và hai tàu đổ bộ LCS tháp tùng chúng. Evans đã chiến đấu hết sức để chống trả sự áp đảo của đối phương, bắn rơi nhiều máy bay tấn công, nhưng bị bốn máy bay Kamikaze nối tiếp nhau đâm trúng, làm ngập nước các khoang động cơ và mất điện. Thủy thủ đoàn con tàu đã chiến đấu chống lửa và ngập nước, sử dụng bình cứu hỏa xách tay và các tấm vách ngăn; họ cứu được con tàu, nhưng 32 người đã thiệt mạng và 27 người khác bị thương. Con tàu được kéo về Kerama Retto để sửa chữa vào ngày 14 tháng 5; nó được tặng thưởng danh hiệu Đơn vị Tuyên dương Tổng thống do đã chiến đấu anh dũng trong trận này.
Sau khi được sửa chữa khẩn cấp tại Kerama Retto, Evans được kéo về San Francisco, California, nơi nó được cho xuất biên chế vào ngày 7 tháng 11 năm 1945 và rút khỏi danh sách Đăng bạ Hải quân vào ngày 28 tháng 11 năm 1945. Con tàu bị bán để tháo dỡ vào ngày 11 tháng 2 năm 1947.

## Phần thưởng
Ngoài danh hiệu Đơn vị Tuyên dương Tổng thống do hoạt động chiến đấu ngoài khơi Okinawa, Evans còn được tặng thưởng năm Ngôi sao Chiến trận do thành tích phục vụ trong Thế Chiến II.